# アルトゥール・ルドルフ
アルトゥール・ルーイ・フーゴー・ルドルフ（Arthur Louis Hugo Rudolph, 1906年11月9日 - 1996年1月1日）は、ドイツ出身のロケット技術者。カタカナ表記には英語風のアーサー・ルドルフが用いられることもある。
第二次世界大戦中、ナチス・ドイツでV2ロケットの開発において重要な役割を果たしており、戦後アメリカ合衆国に保護されたドイツ人科学者・技術者の中では最も重要な人物の1人に数えられていた。戦略諜報局(OSS)によってアメリカに招かれた彼は冷戦期のアメリカ合衆国の宇宙開発を先導した。またアメリカ陸軍およびアメリカ航空宇宙局(NASA)の元ではMGM-31「パーシング」ミサイルやサターンVの開発にも関与した。1984年、ナチス・ドイツ時代の戦争犯罪について起訴される可能性が持ち上がった為にアメリカ合衆国を離れ、アメリカ合衆国の市民権の放棄に合意した。ただし、アメリカ合衆国にいる間には起訴を受けていない。

## 若年期
1906年、ドイツ帝国のマイニンゲン・シュテプファースハウゼンにて生を受ける。彼の一族は古くから続く農家の家系であった。1915年、第一次世界大戦に従軍していた父グスタフが戦死する。アルトゥールと弟のヴァルターは母イーダの手で育てられた。イーダはアルトゥールに技師としての天性の才能があることを確信し、彼に機械技師としての修行を受けさせ、農場はヴァルターに継がせる事を決めた。1921年よりアルトゥール・ルドルフはシュマルカルデンの技術学校に3年間通った。1924年、ブレーメンの銀製品工場に就職する。

## ロケット技術者として

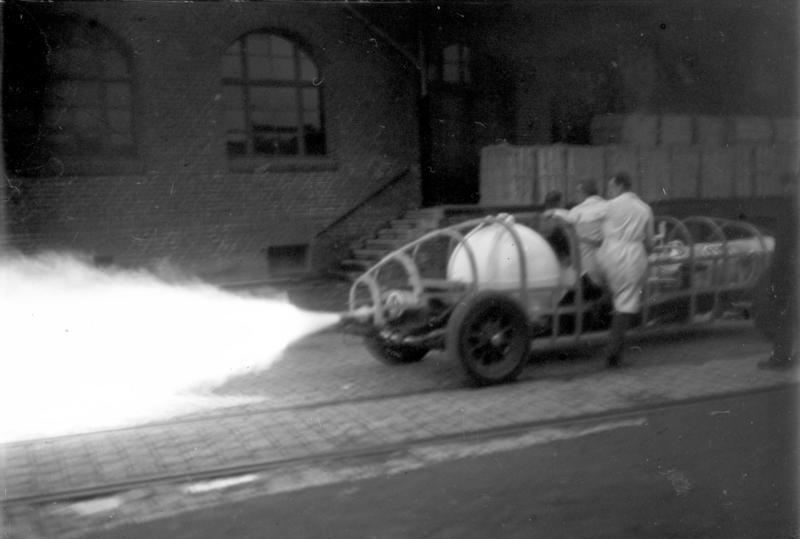
ハイラントにおけるロケットエンジン試験の様子。

1927年8月、ルドルフはベルリンのStock & Co.に就職する。数ヶ月後、フリッツ・ヴェルナー社に移る。1928年、ベルリン工科大学に進み、1930年に卒業して機械工学の理学士号（Bachelor of Science）を得る。1930年5月1日、ルドルフはベルリンのハイラント・ヴェルケ(heylandt-werke)に移り、ここでロケット技師マックス・ヴァリエと出会う:54。ヴァリエは工場敷地内にロケット実験施設を用意しており、これに興味を持つようになったルドルフは、ヴァルター・リーデルらと共に時間を見つけては実験を手伝うようになった。当時、ルドルフはヘルマン・オーベルトの著書『宇宙旅行への道』（原題：Wege zur Raumschiffahrt）や、映画『月世界の女』（原題：Frau im Mond）の影響からロケット技術への関心を強くしていた。
5月27日、実験中の爆発事故でヴァリエが死去する。この事故を受けてパウルス・ハイラント博士(Paulus Heylandt)はロケット研究の継続を禁止したが、ルドルフはリーデルやアルフォンス・ピーチ(Alfons Pietsch)と共に密かに研究を続けた。ルドルフはヴァリエのエンジンを改良して信頼性と安全性を高め、またピーチはロケットエンジンを用いた車両の設計を行っていた。これらの成果を披露されたハイラント博士はいくらか譲歩し、ロケット研究への支援を約束すると共にハイラントロケット自動車(Heylandt Raketenauto)の設立を認めた。また、テンペルホーフ飛行場にてこれらの成果物の展示も行われた。これら成果物は技術的な成功と見なされたものの、莫大な燃料費を入場料だけで賄うことができなかった為、一般展示はまもなくして中止された。1931年、ルドルフは国家社会主義ドイツ労働者党（NSDAP, ナチ党）に入党し、突撃隊(SA)にも参加した:38。
ルドルフがヴェルナー・フォン・ブラウンと初めて出会ったのは、宇宙旅行協会(VfR)の会合に出席した時だった。1932年5月に解雇された後、ルドルフはピーチと共に新型ロケットエンジンの設計に着手した。研究の後援者を探していたピーチは、陸軍兵器局ロケット兵器部門の長で、宇宙旅行協会との交流もあったヴァルター・ドルンベルガー大佐に出会う。
ドルンベルガー大佐に新型エンジンのデモンストレーションを見せた後、ルドルフはクンマースドルフ(Kummersdorf)の試験場に送られ、フォン・ブラウンの元で働き始めた。ルドルフが開発したエンジンは、アグリガット・ロケットで使用された。1934年12月、ボルクムの実験場にてフォン・ブラウンの研究班が2基のA-2ロケット発射実験に成功する。1936年末にはA-3ロケットの固定実験がクンマースドルフにて行われ、この際には陸軍総司令官ヴェルナー・フォン・フリッチュ将軍も招かれている。
その後、クンマースドルフの施設はロケット実験を継続するには不十分とされ、1937年5月からフォン・ブラウンの研究班はペーネミュンデ研究所に移動した。ルドルフはここでA-3ロケットの実験を継続した。彼はここで娘マリアンネ・エーリカ(Marianne Erika)と共に暮らした。結局、A-3エンジンは誘導装置の問題が解決できず失敗に終わった。1938年初頭、ドルンベルガーはペーネミュンデにおける新型のA-4ロケット製造工場の建設をルドルフに委任した。A-4ロケットはのちにV2ロケットとして知られていくことになる。

## 第二次世界大戦
1943年8月、ペーネミュンデ研究所がイギリス空軍により爆撃される。これを受けてV2ロケットの製造設備はノルトハウゼン近くのミッテルヴェルケと呼ばれる施設に移された。ミッテルヴェルケは元々は古い石膏鉱山で、貯蔵施設と製造設備の為に追加の掘削工事が行われていた。この工事に費やす労働力はミッテルバウ＝ドーラ強制収容所の囚人が充てられた。ルドルフはアルビン・ザヴァツキの指揮下でペーネミュンデからの機材移動に従事した。製造設備の移動完了後、ルドルフはV-2ロケット製造に関する責任者に任命された:16。ザヴァツキは12月中に50基の製造を行うように命じたものの、労働力や材料の不足によって実際の生産数は4基に留まり、その後全てが不良品としてペーネミュンデから返却された。
1944年、親衛隊長官ハインリヒ・ヒムラーはV2ロケットに関するプロジェクトの管轄を親衛隊(SS)に移すように総統アドルフ・ヒトラーを説得し、これを受けて同年8月にはハンス・カムラーSS大将がドルンベルガー少将に代わってV2ロケットに関するプロジェクトの責任者となった。
1945年1月、SSはルドルフや彼の部下を含む全ての民間人および囚人に対して、サボタージュ容疑者とされた囚人数名の公開絞首刑に臨席するよう命じた。同年3月頃には部品不足から製造が完全に停止し、ルドルフと彼の部下はオーバーアマガウに避難し、同じくペーネミュンデから避難してきたフォン・ブラウンらと合流を果たした。その後、彼らはアメリカ陸軍に投降し、ガルミッシュへと送られた。

## 連合国およびアメリカ合衆国への協力

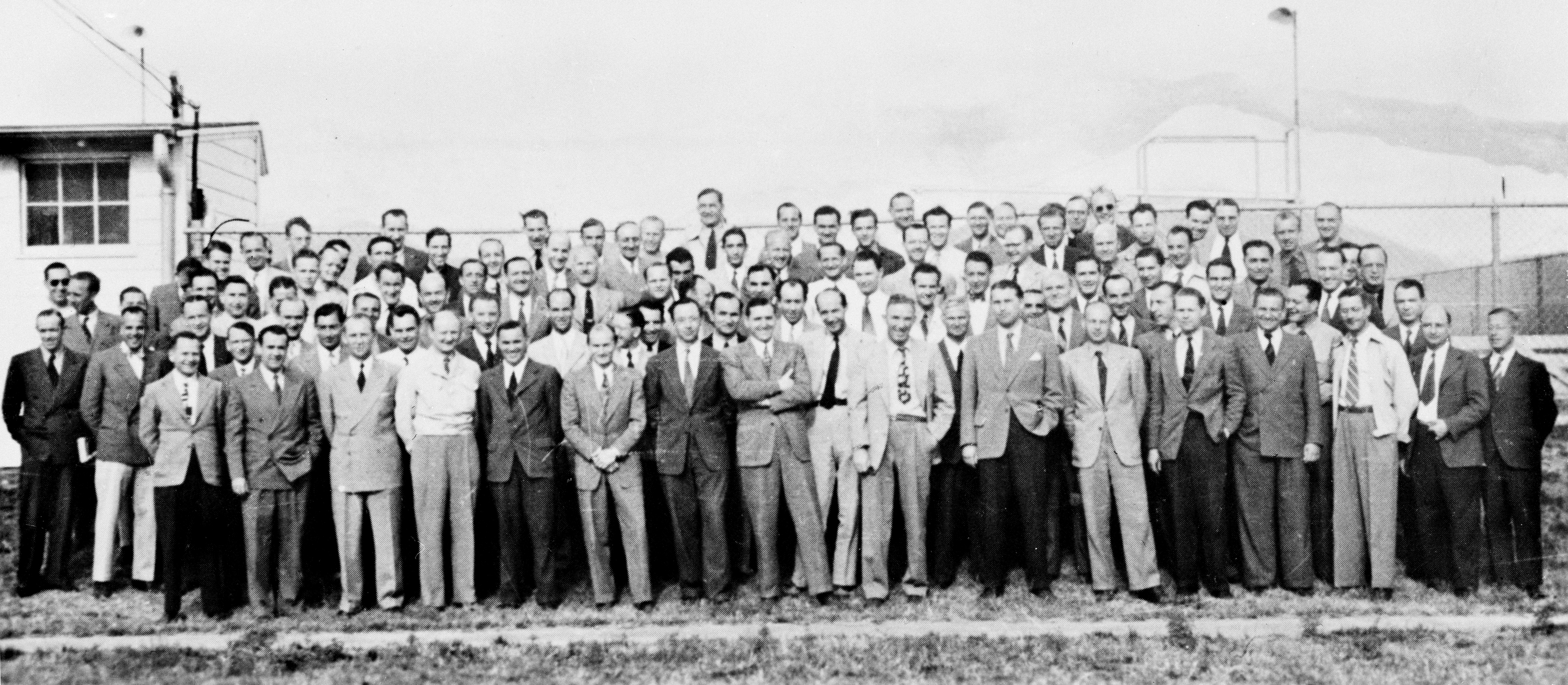
渡米したドイツ人ロケット技師ら。最前列左から4番目がルドルフ。（1946年8月、テキサス州フォート・ブリス）

1945年7月から10月にかけて、ルドルフはバックファイア作戦に参加する為にイギリスへ送られ:99、その後アメリカ合衆国側に身柄が戻されている。アメリカ陸軍は赤軍による占領を受けるより先にシュテプファースハウゼンからルドルフの妻マルタと娘マリアンネを連れ出しており、一家は共にランツフート近くのキャンプ・オーバーキャストに収容された:101。1945年11月、オーバーキャスト作戦の元でルドルフやフォン・ブラウンを始めとするV2ロケット設計チームの身柄が6ヶ月間の滞在予定でアメリカ合衆国本土へと移される。この作戦は1946年3月にペーパークリップ作戦と改称され、1946年8月には当時のアメリカ合衆国大統領であるハリー・トルーマンが正式にこれを認可した。この作戦の元で渡米した技術者のほとんどがアメリカ合衆国への永住を選んだ。
フォート・ストロングでの簡単な聴取の後、技師グループはホワイトサンズ性能試験場に送られ、1946年1月にはV2ロケットに関する工学的な技術解説を求められている。1947年1月、ルドルフはテキサス州エルパソのフォート・ブリス内に設置されていた火器研究開発部(Ordnance Research and Development Division)に移り、同年4月には家族もここに送られてきた。ドイツ人らは正式なビザ発行を受けぬままアメリカ合衆国へ渡っていたので、一時的にメキシコ・フアレスに移され、1949年4月14日になってから正式なビザ発行および移民としての受け入れが行われた。フォート・ブリスに暮らしている間、ルドルフはソーラー・エアクラフト社の連絡役を務め、1947年から1949年まではカリフォルニア州サンディエゴで過ごした。
1949年、ルドルフは連邦捜査局(FBI)による取り調べの中で、NSDAPへの参加について次のように語った。
私は1930年まで社民党に共感を覚えて彼らに投票していたし、社会民主連盟──技術社員・公務員連盟（Bund Technischer Angestellter und Beamter)のことだ──の会員だった。1930年以降、経済の状況は非常に深刻なものとなり、私には破滅に向かっているようにしか思えなかった。実際、1932年には私も失業者になった。こうした大量の失業者が国家社会主義と共産主義の政党を拡大へと導いたのだ。そして後者が政権を握ることを恐れ、私はNSDAPを支持し、入党した。彼らが西洋文化を保護してくれると信じていたからだ。
1950年6月25日、ルドルフはアラバマ州ハンツビルのレッドストーン兵器廠に移り、この際に彼の所属するグループは誘導ミサイル兵器センター(Ordnance Guided Missile Center)に改組されている。1954年11月11日、アラバマ州バーミングハムにて帰化手続きを行いアメリカ合衆国国民としての市民権を獲得する。1950年、レッドストーン・ミサイル計画の技術責任者となる。1956年にはパーシング・ミサイルの計画責任者を務める。この際、彼はプロジェクトの主契約業者としてマーティン社を選んでいる。またニュージャージー州テターボロのイクリプス・パイオニア社工場を個人的に視察した後、同社を誘導装置開発の担当に選んだ。
1959年2月23日、フロリダ州ウィンターパークにあるローリングス大学より、名誉科学博士号(honorary doctorate of science)を授与された。またパーシング・ミサイルの開発への貢献に対し、アメリカ合衆国陸軍省より軍属として受章できる記章のうち最高級のものとなる陸軍省軍属特例記章を授与されている。

## NASA

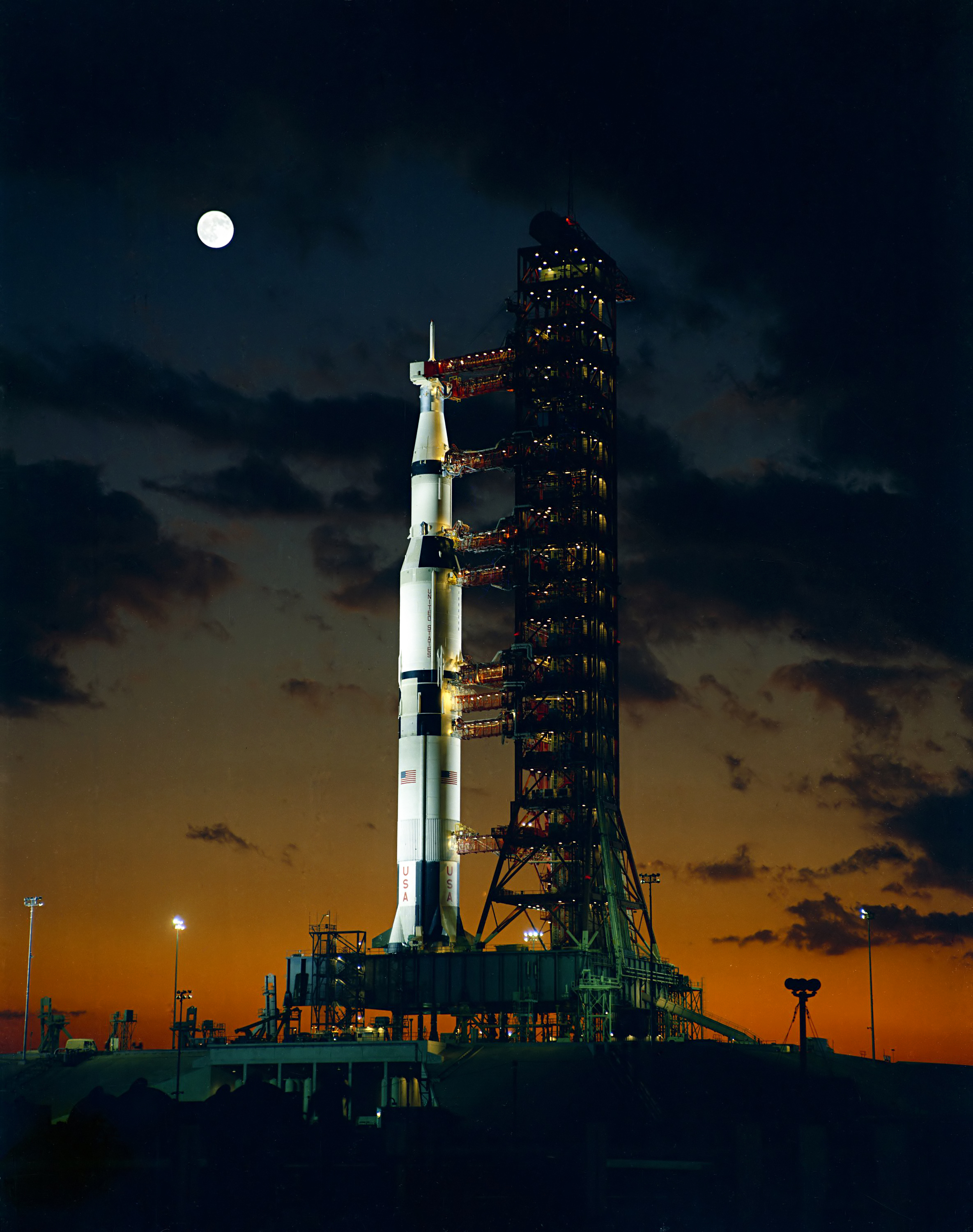
発射台上のサターンV（アポロ4号）

1960年、フォン・ブラウン博士の研究班はアメリカ航空宇宙局(NASA)に身分を移したが、ルドルフはパーシング・ミサイル計画に関する研究を続けるべく陸軍弾道ミサイル局(ABMA)に残った。彼がNASAへ移るのは翌1961年になってからで、その後は再びフォン・ブラウンの元で働くこととなる。NASAではシステムエンジニア部長補に就任し、マーシャル宇宙飛行センターとジョンソン宇宙センターでの車両開発に関する連絡業務などを担った。1963年8月、サターンVロケット計画の責任者となる。この職において、彼はロケットシステムの要件決定およびアポロ計画実施に向けたミッション計画の立案を行った。1967年11月9日、ルドルフの61歳の誕生日に最初のサターンVロケットがケネディ宇宙センターより発射された。その後、1968年5月よりマーシャル宇宙飛行センターに特別局長補として勤務し、1969年1月1日にNASAを退職した。彼はNASA職員として、NASA優等勤務章およびNASA殊勲章を受章している。1969年7月16日、アポロ11号計画の元で有人のサターンVロケットが月面へと送られた。

## 国籍喪失と西ドイツへの移住
1970年、アメリカ合衆国司法省特別捜査局(OSI)職員のイーライ・ローゼンバウムは戦時中のナチス・ドイツのロケット計画に関する本を読んでいた時、強制労働により部品が運搬されたという記述の中に偶然ルドルフの名前を見つけた。ローゼンバウムは国立公文書記録管理局保管資料からドーラ戦犯裁判の記録を再調査し、ルドルフが囚人の強制労働に関与していたことを突き止めた。1982年9月、ルドルフはOSIから取調べのための出頭要請を受けた。ルドルフ自身はこれを渡米以来繰り返し行われてきたナチス・ドイツへの政治的な態度の確認や戦時中の活動に関する取調べの一環だと考えていた。
1983年11月28日、ルドルフはOSIとの交渉を経てアメリカ合衆国市民権の放棄と国外移住に同意した。伝えられるところによれば、ルドルフはこの際にOSIから妻や娘の福祉に関する脅迫を受けたという。この取引によりルドルフに対する起訴は行われず、また妻や娘の市民権はそのまま維持され、ルドルフの退職金や社会保障給付も残された。1984年3月、ルドルフはアメリカ市民権を放棄し、妻マルタと共にドイツへ向かった。しかし、ドイツ政府はルドルフが目下一切の国籍を有しないとしてアメリカ国務省への抗議を行っている。同年7月、ドイツ政府はルドルフに改めて市民権を付与するか、または戦争犯罪に関する起訴を行うかを審議する為、OSIから各種資料を取り寄せた。1985年1月、世界ユダヤ人会議がミッテルヴェルケの生存者を探し、彼らの証言を新聞記事として掲載した。
1985年4月、OSIからの資料がドイツに届き、ハンブルク司法長官のハラルト・ドゥーン(Harald Duhn)が調査にあたった。1987年3月、ルドルフの容疑のうち事項が認められていなかった殺人容疑について、証人不足などの理由から不起訴の判断が下される。その後、ルドルフは正式にドイツ市民権を付与された。
その頃、アメリカ合衆国内では大論争が巻き起こっていた。ルドルフは取調べについて周囲の友人らにも知らせておらず、OSIが彼のドイツ移住を発表したのは彼がアメリカ合衆国を離れてからであった。いくつかのグループあるいは個人は、ルドルフに関するOSIの活動を改めて調査するように求めた。これは例えば、元ABMA局長のジョン・ブルース・メダリス退役少将やハンツビル市関係者、アメリカ在郷軍人会、NASAの元同僚といった人々である。ルドルフへのインタビューを行ったトーマス・フランクリンは、その内容をまとめて地元紙『ハンツビル新聞』(Huntsville News)に連載記事として掲載した。この記事は後に編纂され、書籍『An American in Exile: The Story of Arthur Rudolph』として出版された。
1985年にはニューヨーク選出の下院議員であるビル・グリーンがルドルフのNASA殊勲章を剥奪する法案を提出した。彼は1987年にも同様の法案を提出した。1989年、ルドルフは月面着陸20週年の記念行事に出席するべくビザを申請したが、アメリカ国務省によって却下されている。1990年5月、オハイオ州選出の下院議員であるジェームズ・トラフィキャントはOSIによるルドルフへの人権侵害の有無を判断する公聴会を求める運動を開始した。しかし、この運動は有力な指示を得ることに失敗し、6月には「移民、難民、国際法に関する小委員会」(Subcommittee on Immigration, Refugees, and International Law)が設置されたが、それ以上の動きはなかった。同年7月、ルドルフはアメリカ合衆国に残っていた娘と会う為にカナダへ入国した。しかしOSIは依然として彼を監視リストに載せており、彼は当局による勾留を受けた後、自発的にカナダを出国した。右派活動家のエルンスト・ツンデルやパウル・フロムらはルドルフの支援を行おうとした。その後、ルドルフ不在のまま移民公聴会が開かれ、バーバラ・クラスツカがルドルフの代理人を務めた。最終的にカナダ当局はルドルフの再入国を認めないという判断を下した。またルドルフはアメリカ合衆国市民権の再取得の為に訴えを起こしたが、1993年に棄却された。
1996年11月、マルタ・ルドルフは下院司法委員会委員長ヘンリー・ハイドに宛てて手紙を書いた。彼女はこの手紙の中で、夫とOSIの取引はOSI側に強制されたものであった事、NASA殊勲章に関する下院決議に強く失望した事を述べている。また、パット・ブキャナン、リンドン・ラルーシェ、フリードワード・ウィンターバーグといった人々はアルトゥール・ルドルフの擁護を続けていた。

## 私生活
アルトゥール・ルドルフは、1935年10月3日にベルリンにてマルタ・テレーゼ・コールス（Martha Therese Kohls, 1905年7月5日 - 1999年1月3日）と結婚した。アルトゥールの退職後、夫婦は娘の家からほど近いカリフォルニア州サンノゼに暮らしていた。彼は移住後まもなくして心臓発作を起こし、冠動脈大動脈バイパス移植術を受けている。1996年1月1日、心不全によりハンブルクにて死去。

## トリビア
スティーヴン・バクスターの小説『Voyage』の登場人物ハンス・ウーデット(Hans Udet)は、ルドルフをモデルとしている。作中のウーデットはフォン・ブラウンのV2ロケット研究チームの元幹部で、サターンVロケット開発主任とされており、物語の終盤には過去の戦争犯罪が明らかになって市民権を剥奪され、ドイツへ送還されている。
映画『さらば、ベルリン』の登場人物フランツ・ベットマン(Franz Bettmann)もルドルフがモデルで、V2ロケット計画の開発主任とされている。
いくつかの陰謀論の中では、UFOやエリア51などの存在と関連してルドルフの名が語られる。